# Pacov
Pacov (pronunciació txeca: [ˈpatsof]) és una ciutat a la Regió de Vysočina (República Txeca), amb una població d'aproximadament 5.000 habitants. Hi ha un château (originàriament un castell del segle xii, i reconstruït en château el segle xvi). A principis del segle xviii va ser reconstruït com a monestir. Durant el regnat de Josep II el monestir va ser cancel·lat i va esdevenir un château de nou. El segle xix part d'aquest château va ser aprofitat per a edificis destinats a mestres; el poeta txec Antonín Sova hi va néixer el 1864. Durant el comunisme el château va ser aprofitat per a barraques i fou greument damnat, per això ha hagut de ser reparat. A Pacof hi ha també una església, construïda el 1719.
Durant l'època de l'Imperi Austrohongarès Pacof també es coneixia com a Patzau en alemany.